# Le Christ en tant qu'homme de douleurs
Le Christ en tant qu'homme de douleurs (en italien, Cristo in pietà e simboli della Passione) est un tableau réalisé par le peintre italien Sandro Botticelli vers 1500. Cette tempera et huile sur bois est un homme de douleurs représentant Jésus-Christ ses mains blessées par les stigmates et entravées par des cordes, tandis que sa tête est enserrée par la Sainte Couronne et auréolée d'une frise constituée d'anges portant les Arma Christi. L'œuvre a été vendue par Sotheby's à New York en janvier 2022 après une tournée mondiale débutant à Hong Kong du 7 au 11 octobre 2021, puis passant à Los Angeles, Londres et Dubaï avant de revenir à New York.
Une analyse infrarouge du tableau a révélé le dessin sous-jacent d'une « Vierge de tendresse » comme la nomme Christopher Apostle, le vice-président senior de l'agence Sotheby's de New York.